# 泰泽 (罗讷省)
泰泽（法語：Theizé，法語發音：[tɛze]）是法国罗讷省的一个市镇，属于索恩河畔自由城区。

## 地理
泰泽（45°56'23"N, 4°36'59"E）面积11.89 平方千米，位于法国奥弗涅-罗讷-阿尔卑斯大区罗讷省，该省份为法国中东部省份，北起顺时针与索恩-卢瓦尔省、安省、里昂大都会、伊泽尔省和卢瓦尔省接壤。
与泰泽接壤的市镇（或旧市镇、城区）包括：昂斯、拉沙萨涅、穆瓦雷、波米耶、维尔叙雅尔尼乌、金石门镇、瓦勒德万。

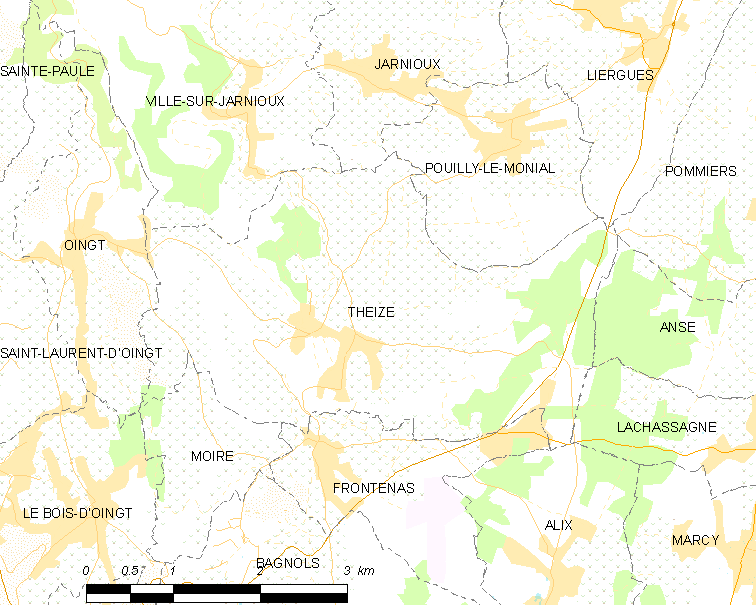
的OSM定位图

泰泽的时区为UTC+01:00、UTC+02:00（夏令时）。

## 行政
泰泽的邮政编码为69620，INSEE市镇编码为69246。

## 政治
泰泽所属的省级选区为瓦勒德万县。

## 人口

1962-2008年间人口变化图示

泰泽于2022年1月1日时的人口数量为1293人。